# Бельгийское белое пиво
Бельгийское белое пиво (нидерл. Witbier, фр. Bière blanche- в переводе белое пиво), или бельгийское белое пшеничное пиво или бланш — традиционное бельгийское пиво, тип эля, приготовленного на основе пшеницы и ячменного солода, с содержанием спирта от 4,5 до 5,5 %.

## История
Бельгийское белое пшеничное пиво имеет более чем 600-летнюю историю и варится в деревне Хугарден, Фландрия, с 1318 года.
В 1956 году из-за снижения спроса на этот вид пива закрывается последняя пивоварня в Хугардене.
В 1965 году известный бельгийский пивовар Пьер Селис основал в Хугардене свою собственную пивоварню под названием Brouwerij Celis, а в марте 1966 года запустил традиционный бельгийский белый пивной бренд Hoegaarden.
В 1980 году компания переехала в новое помещение и поменяла название на Brouwerij De Kluis. В 1985 году здание пивоварни сгорело при пожаре, средства на реконструкцию дает большая бельгийская пивоваренная компания Interbrew, которая впоследствии и приобрела товарный знак. Белое бельгийское пиво производится в основном в Бельгии, а также во Франции, Нидерландах и США.

## Характеристики
Вне зависимости от количества общих черт с другими типами пшеничного пива, особенно с точки зрения основных ингредиентов (ячменного солода и пшеницы или пшеничного солода) белое бельгийское пиво можно выделить в отдельный, самостоятельный тип пива. Оригинальный характер определяется использованием при приготовлении цедры горького апельсина лараха с острова Кюрасао, измельченного кориандра и других трав и специй.
Своё имя («белое») этот сорт пива получил в основном благодаря своей непрозрачности и светлому, бледно-жёлтому цвету. Цвет варьируется от светло-соломенного до светло-золотистого. Пиво нефильтрованное и мутное, молочного жёлто-белого цвета, образует плотную белую пену.
Для производства бельгийского белого пива используют около 50 % непророщенной пшеницы и 50 % светлого ячменного солода (обычно пилзенский солод). В некоторых версиях используется и 5—10 % овса. Такие специи, как тертый кориандр, цедра горького апельсина лараха с острова Кюрасао и кожура сладкого апельсина, придают сладкий аромат. В качестве пряностей используются также ромашка, тмин, корица, райские зерна и т. д., они добавляют комплексный вкус и аромат. Бельгийское белое пшеничное пиво — типичный эль, полученный посредством верхового брожения.
Отличительными особенностями этого пива являются: лёгкая и приятная кислинка, обусловленная тем, что пиво не фильтруется и в бутылках остаются живые дрожжи, которые продолжают брожение и после бутилирования пива; искристость, обусловленная высокой карбонизацией (газированием); сложный и богатый аромат, в котором присутствуют фрукты и специи, а также практически отсутствует горечь в связи с минимальным содержанием хмеля. Вкус сладкий, пряный, ароматный — богатый и фруктовый — с нотками апельсина, цитрусовых, кориандра, мёда, ванили и специй.
Этот уникальный и изысканный вкус и аромат — результат исторических традиций. В средние века это пиво варилось без использования хмеля. В качестве ароматизатора каждый производитель использует определённую комбинацию трав и специй. Сегодня в качестве ароматизатора используется измельченный кориандр, цедра горького апельсина лараха с острова Кюрасао и даже сладкий апельсин, травы и специи, а также незначительное количество хмеля.
Другая традиционная особенность бельгийского белого пива — низкое содержание алкоголя, которое, как правило, находится в пределах 4,4—5,5 %.

## Торговые марки
Самая популярная марка бельгийского белого пива — Hoegaarden Wit, которая производится международной компанией InBev.
Другие известные бренды: Vuuve 5, Blanche de Bruges, Blanche de Bruxelles, Brugs Tarwebier, Sterkens White Ale, Celis White, Blanche de Brooklyn, Great Lakes Holy Moses, Unibroue Blanche de Chambly, Blue Moon Belgian White, Allagash White Ale, Blanche de Namur, Blue Moon White Ale, Wieckse Witte, Victory Whirlwind Witbier , Templarske Tajemné Pivo BLANC и другие.

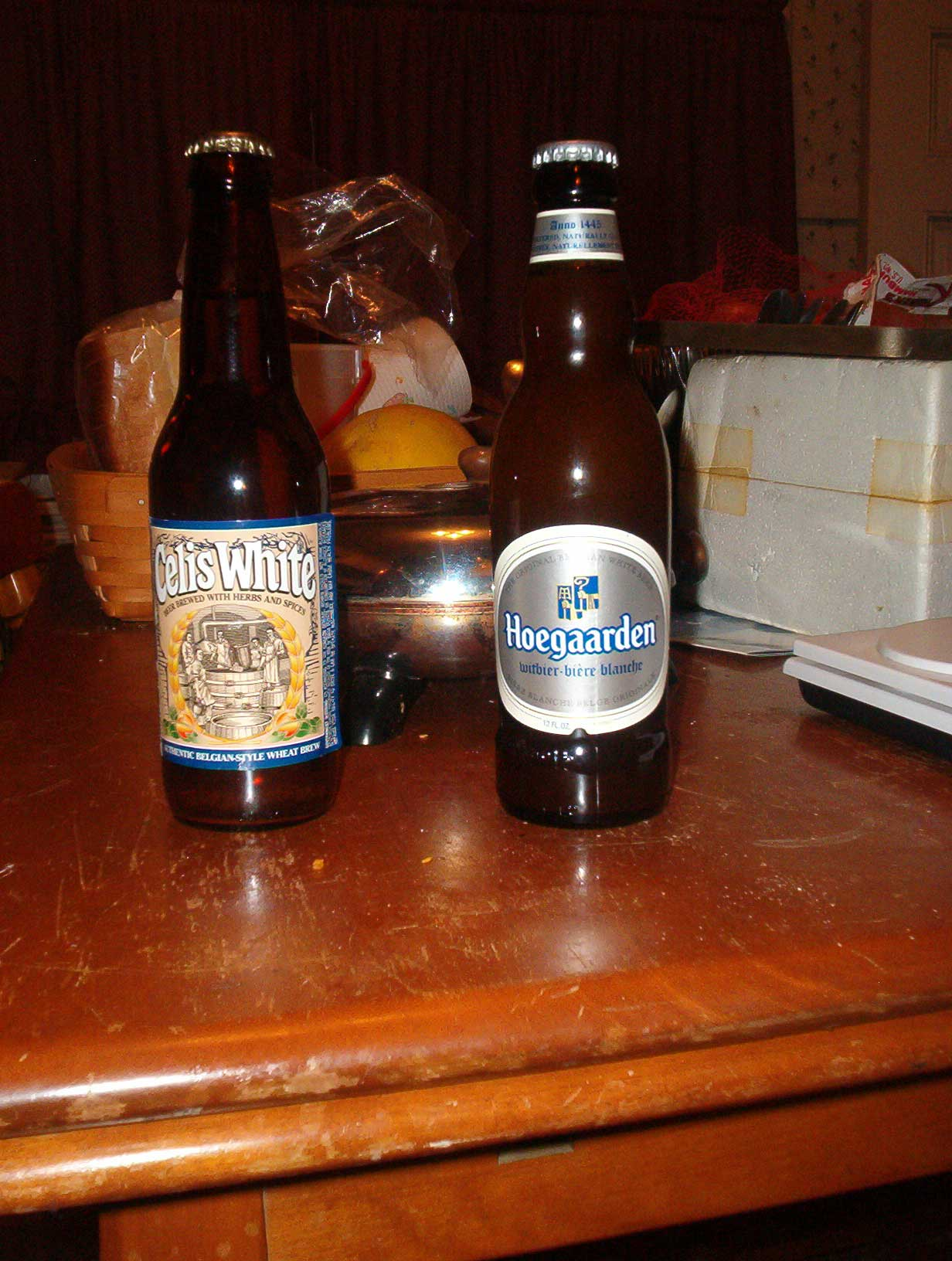
Celis White и Hoegaarden Wit
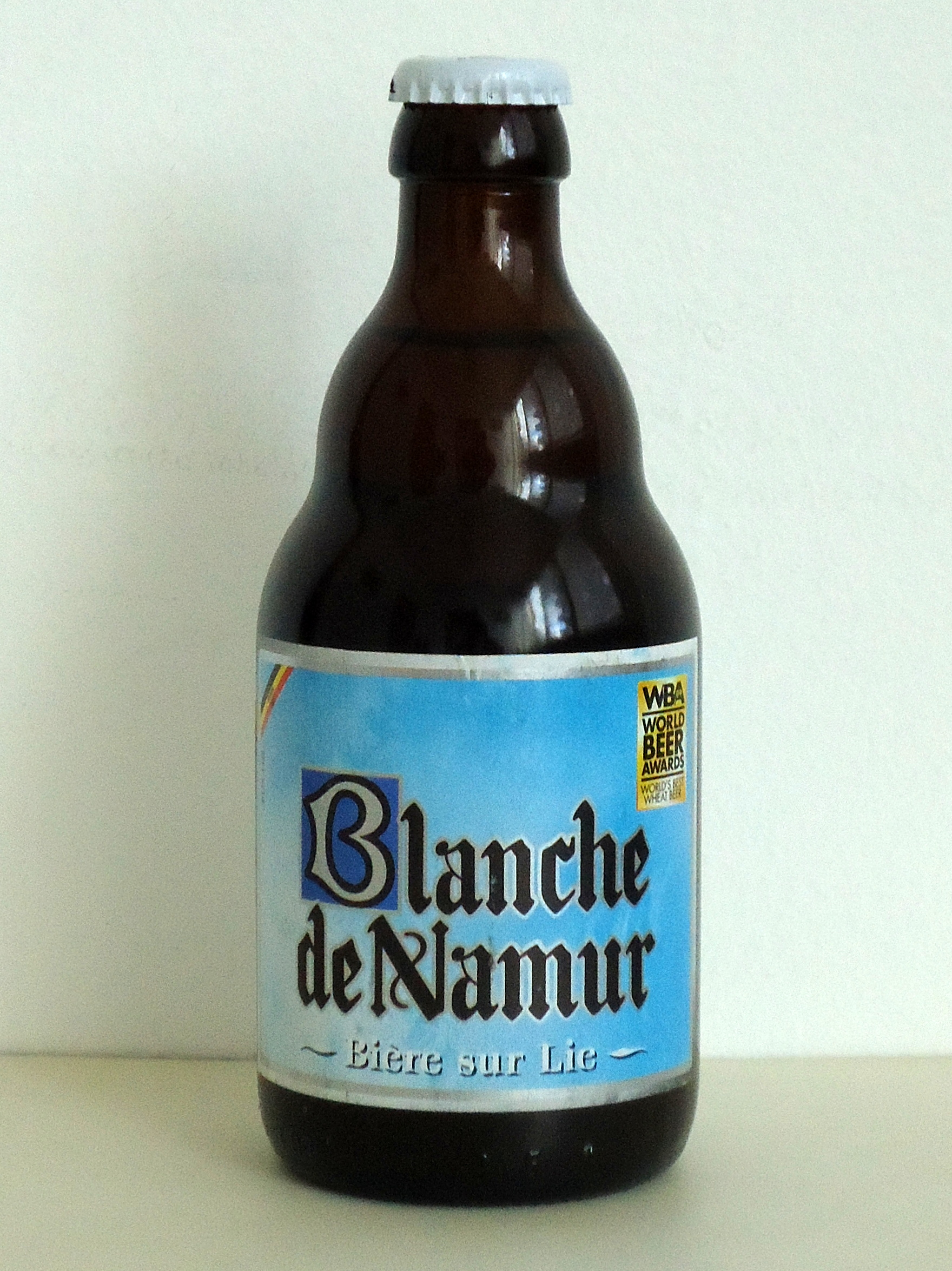
Blanche de Namur
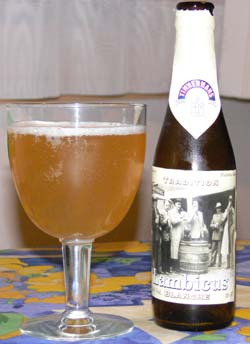
Timmermans Blanche